# São Joaquim
São Joaquim – miasto i gmina w Brazylii, w stanie Santa Catarina. Znajduje się w mezoregionie Serrana i mikroregionie Campos de Lages.
W opublikowanej 4 stycznia 2019 w Diário Oficial da União (brazylijski Dziennik ustaw) ustawie federalnej nr. 13 790 z 3 stycznia, obwieszczono gminę São Joaquim mianem „narodowej stolicy jabłka” (Capital Nacional da Maçã).